# Babin Most
Babin Most en serbe latin (en serbe cyrillique : Бабин Мост) est une localité de la Serbie située dans la commune/municipalité d’Obilić, district de Kosovo (Serbie). Selon le recensement serbe de 2011, elle compte 392 habitants.

## Démographie

### Évolution historique de la population dans la localité
| 1948 | 1953 | 1961 | 1971 | 1981  | 1991  | 2011 |
| ---- | ---- | ---- | ---- | ----- | ----- | ---- |
| 686  | 746  | 745  | 894  | 1 077 | 1 150 | 392  |

|  |

### Répartition de la population par nationalités (2011)
En 2011, les Albanais représentaient 94,39 % de la population et les Serbes 5,61 %.